# Плавучий транспортер середній

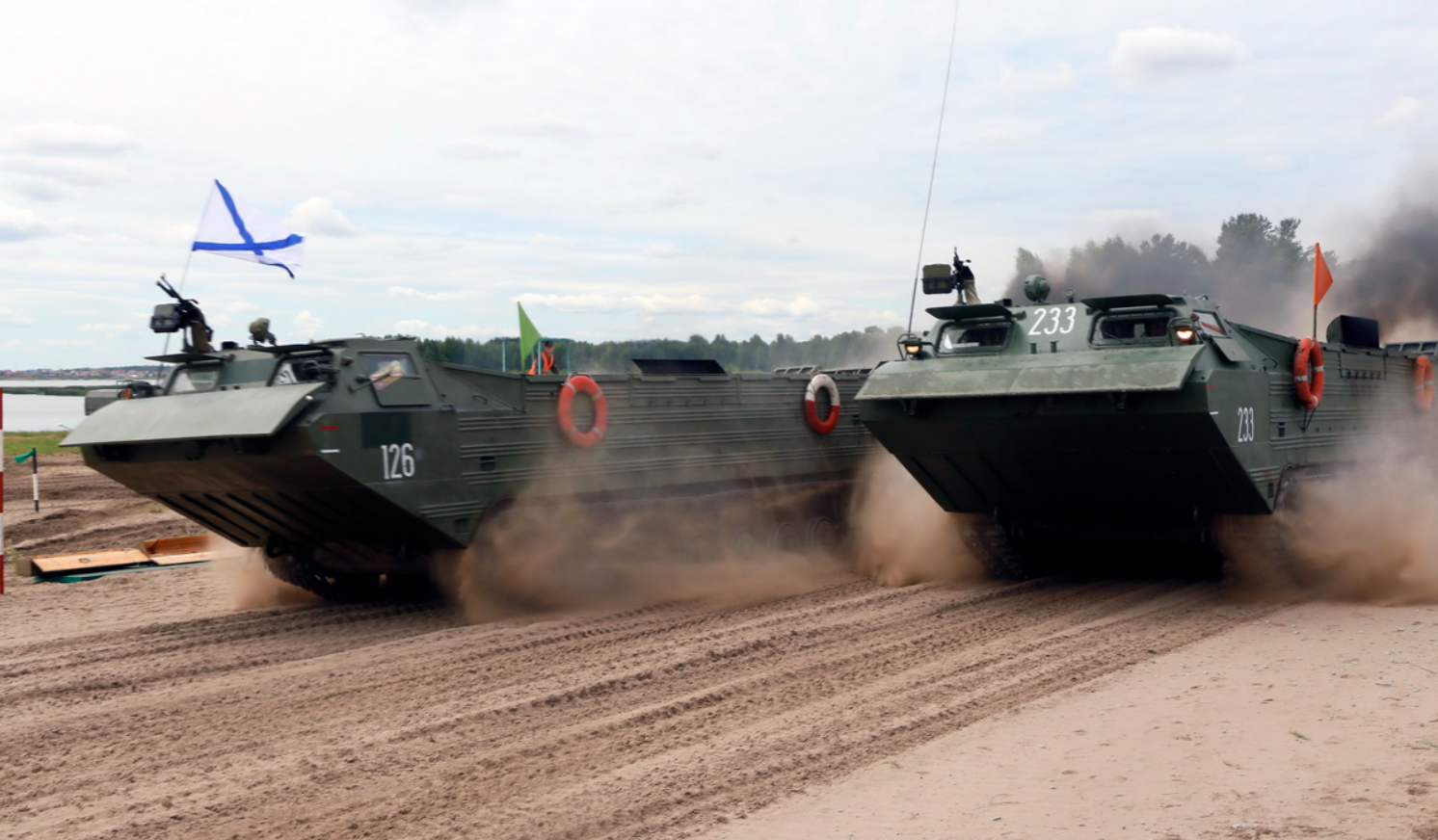
Самохідні ПТС на марші

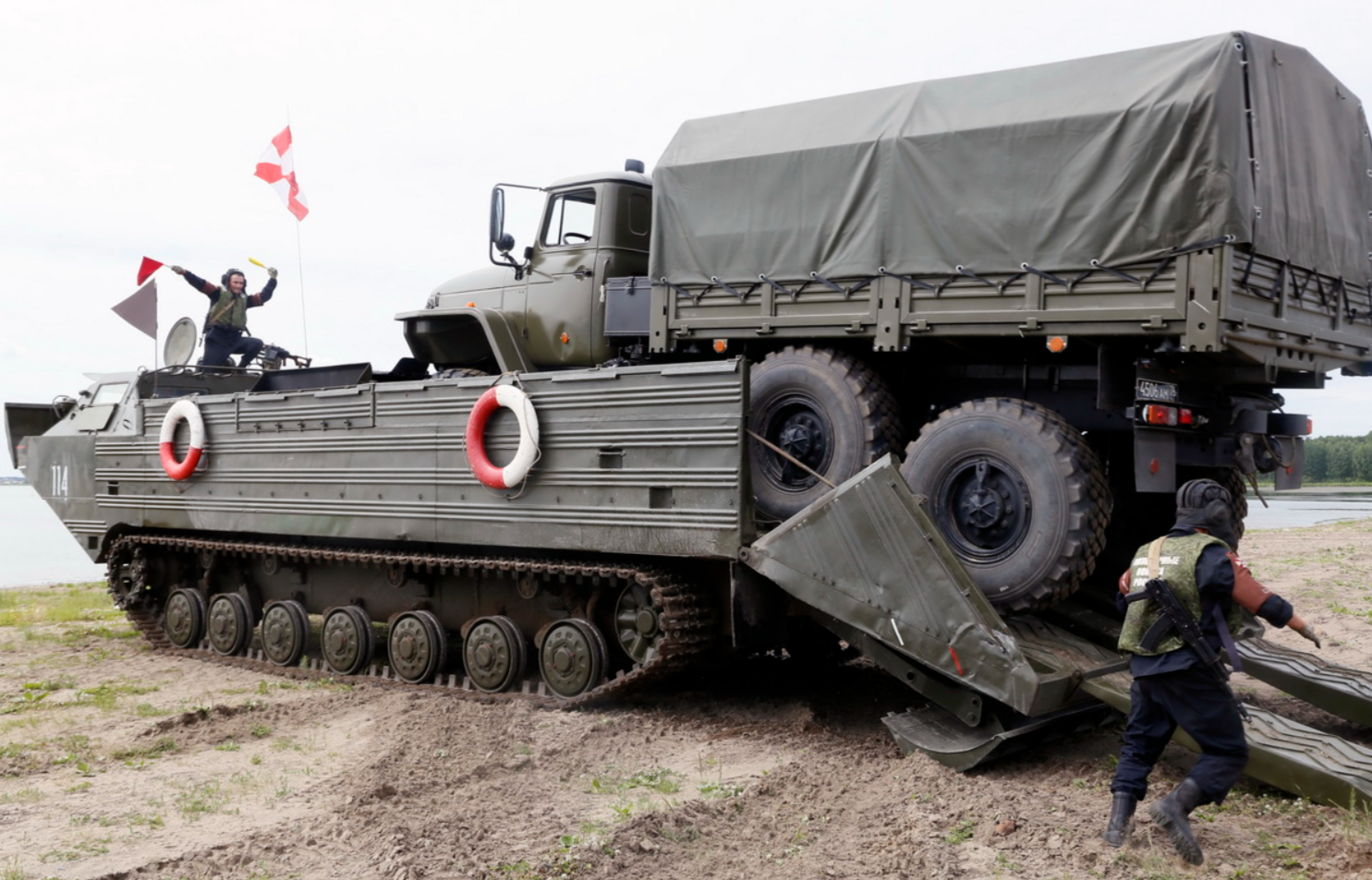
Навантаження техніки перед переправою

ПТС — плавучий транспортер середній.
Гусеничний плавучий транспортер ПТС призначений для десантної переправи через водні перешкоди артилерійських систем, колісних і гусеничних тягачів, бронетранспортерів, автомобілів, особового складу і різних вантажів.